# Leominster, Massachusetts
Leominster är en stad i Worcester County i den amerikanska delstaten Massachusetts. Staden hade 41 303 invånare vid folkräkningen 2000. Grannkommuner är Fitchburg och Lunenburg i norr, Lancaster i öster, Sterling och Princeton i söder samt Westminster i väster.

## Historia
Innan européerna anlände till området befolkades det av Pennacook- och Nipmuc-folken, som hade en bosättning i närheten som hette Nashua. Leominster koloniserades 1653, bildade en kommun 1740, och blev stad 1915. Före amerikanska inbördeskriget ingick Leominster i Underground Railroad. Plastindustrin har länge haft stor betydelse för Leominster, särskilt vid 1900-talets början. Författaren Robert Cormier, som växte upp i stadsdelen French Hill, gav staden smeknamnet "Frenchtown" i sin bok Frenchtown Summer, på grund av stadens stora franskkanadensiska befolkning.

## Artikelursprung
Den här artikeln är helt eller delvis baserad på material från engelskspråkiga Wikipedia.